# Función simétrica
En matemáticas, una función en {\displaystyle n} variables se dice simétrica si su valor no cambia al modificar el orden de sus argumentos. Por ejemplo, una función {\displaystyle f\left(x_{1},x_{2}\right)} de dos variables es una función simétrica si y sólo si {\displaystyle f\left(x_{1},x_{2}\right)=f\left(x_{2},x_{1}\right)} para cualesquiera {\displaystyle x_{1}} y {\displaystyle x_{2}} tales que {\displaystyle \left(x_{1},x_{2}\right)} y {\displaystyle \left(x_{2},x_{1}\right)} están en el dominio de {\displaystyle f.} Las funciones simétricas más importantes son las polinómicas, que vienen dadas por los polinomios simétricos.
Una noción relacionada es la de polinomio alterno, que se refiere a un polinomio que cambia de signo al intercambiar dos variables. Además de las funciones polinómicas, los tensores que actúan como funciones de varios vectores también pueden ser simétricos, y de hecho el espacio de los {\displaystyle k}-tensores simétricos sobre un espacio vectorial {\displaystyle V} es isomorfo al espacio de polinomios homogéneos de grado {\displaystyle k} sobre {\displaystyle V.} No debe confundirse el concepto con el de funciones pares e impares, que tienen un tipo diferente de simetría.

## Simetrización
Dada cualquier función {\displaystyle f} en {\displaystyle n} variables que toma valores en un grupo abeliano, se puede construir una función simétrica sumando los valores de {\displaystyle f} sobre todas las {\displaystyle n!} permutaciones de sus argumentos. De manera similar, se puede construir una función antisimétrica sumando en las permutaciones pares y restando la suma en las permutaciones impares. Estas operaciones, por supuesto, no son invertibles, y bien podrían dar como resultado una función que es idénticamente cero para funciones no triviales. El único caso general en el que {\displaystyle f} se puede recuperar si se conocen tanto su simetrización como su antisimetrización es cuando {\displaystyle n=2} y el grupo abeliano admite división por 2 (inversa de la duplicación); en ese caso {\displaystyle f} es igual a la mitad de la suma de su simetrización y su antisimetrización.

## Ejemplos
- Se considera la función real dada por:

{\displaystyle f(x_{1},x_{2},x_{3})=(x-x_{1})(x-x_{2})(x-x_{3}).}
Por definición, una función simétrica en {\displaystyle n} variables tiene la siguiente propiedad:
{\displaystyle f(x_{1},x_{2},...,x_{n})=f(x_{2},x_{1},...,x_{n})=f(x_{3},x_{1},...,x_{n}),\quad {\text{etc.}}}En general, la función se mantiene igual bajo cualquier permutación de sus variables. Esto significa que, en este caso, 
{\displaystyle (x-x_{1})(x-x_{2})(x-x_{3})=(x-x_{2})(x-x_{1})(x-x_{3})=(x-x_{3})(x-x_{1})(x-x_{2})}
y así sucesivamente, para todas las permutaciones de {\displaystyle x_{1},x_{2},x_{3}}.
- La función

{\displaystyle f(x,y)=x^{2}+y^{2}-r^{2}}cumple que, al intercambiar {\displaystyle x} e {\displaystyle y}, se obtiene {\displaystyle f(y,x)=y^{2}+x^{2}-r^{2}}, que da exactamente los mismos resultados que la original {\displaystyle f(x,y)}.
- Si {\displaystyle f} viene ahora dada por

{\displaystyle f(x,y)=ax^{2}+by^{2}-r^{2}}.
Si se intercambian las variables, {\displaystyle f} se convierte en {\displaystyle f(y,x)=ay^{2}+bx^{2}-r^{2}}. Esta función no coincide con la original si {\displaystyle a\neq b}, y por lo tanto no es simétrica.

## Aplicaciones

### Estadística
En estadística, un estadístico {\displaystyle n}-muestral (una función en {\displaystyle n} variables) que se obtiene simetrizando mediante bootstrapping un estadístico {\displaystyle k}-muestral, produciendo una función simétrica en {\displaystyle n} variables, se llama estadístico U. Algunos ejemplos son la media muestral y la varianza muestral.